# Kopanong
Kopanong (officieel Kopanong Local Municipality) is een gemeente in het Zuid-Afrikaanse district Xhariep.
Kopanong ligt in de provincie Vrijstaat en telt 49.171 inwoners.

## Hoofdplaatsen
Het nationaal instituut voor de statistiek, Stats SA, deelt sinds de census 2011 deze gemeente in in 21 zogenaamde hoofdplaatsen (main place):
Bethulie • Edenburg • Fauresmith • Gariep Dam Nature Reserve • Gariepdam • Ha-Rasebei • Ipopeng • Itumeleng • Jagersfontein • Kopanong NU • Lephoi • Madikgetla • Maphodi • Matoporong • Philippolis • Poding-Tse-Rolo • Reddersburg • Rolfontein • Springfontein • Trompsburg • Waterkloof.